# Jürgen Jung
Jürgen Jung (* 4. Dezember 1944 in Kerzdorf, Landkreis Lauban, Provinz Niederschlesien) ist ein deutscher Schauspieler und Synchronsprecher.

## Filmographie (Auswahl)
Schauspieler
- 1967: Mädchen, Mädchen
- 1968: Jet Generation
- 1968: Zuckerbrot und Peitsche
- 1968: Bübchen
- 1970: Jonathan
- 1990: Wörlitz – Eine fürstliche Aufklärung
- 1990: Ariadna

## Synchronrollen (Auswahl)

### Filme
- 2003: Paul Norell als König der Toten in Der Herr der Ringe - Die Rückkehr des Königs
- 2018: Sam Waterston als Erwin Grisworld in Die Berufung – Ihr Kampf für Gerechtigkeit

### Serien
- 2003–2004: Randy Oglesby als Degra in Star Trek: Enterprise (Staffel 3)[1]
- 2012–2016: Michael McElhatton als Roose Bolton in Game of Thrones
- 2013: Ian McElhinney als Morgan Monroe in The Fall – Tod in Belfast
- 2021: Michael McElhatton als Tam al'Thor in Das Rad der Zeit
- 2022: Ian McElhinney als Grandad in Suspicion
- 2022–2024: Sam Waterston als Jack McCoy in Law & Order

### Videospiele
- 1994: Wing Commander III – Heart of the Tiger als Admiral Geoffrey Tolwyn
- 1996: Wing Commander IV – The Price of Freedom als Admiral Geoffrey Tolwyn